# Frederick Herzberg
Frederick Irving Herzberg (1923 - 2000) fue un renombrado psicólogo que se convirtió en una de las personas más influyentes en la gestión administrativa de empresas.
Es especialmente reconocido por su «Teoría del enriquecimiento laboral» y la «Teoría de los dos factores», también conocida como la «Teoría de la motivación e higiene».
La publicación en 1968 de su obra «One More Time, How Do You Motivate Employees?» (en español: «Una vez más, ¿Cómo motiva usted a sus trabajadores?») logró vender más de un millón de ejemplares y continúa siendo uno de los libros más consultados de la gerencia de los recursos humanos.
Herzberg estudió en la Universidad de la Ciudad de Nueva York, pero al estallar la Segunda Guerra Mundial interrumpió sus estudios para enrolarse en el ejército estadounidense. Como sargento de una unidad de reconocimiento, le correspondió estar entre los efectivos que liberaron el campo de concentración de Dachau.[cita requerida]
En éste, dada su preparación universitaria se le asignó a la Oficina de Ayuda y Atención Psicológica que se ofrecía a los matrimonios judíos que habían sido separados de sus familias, víctimas del holocausto.[cita requerida]
Esta circunstancia y el impacto emocional de los años de guerra habrían de ser factores que marcaran profundamente la vida personal y profesional de Frederick Herzberg. Como él mismo relataría años más tarde:

...lo primero que vi al entrar en el campo de exterminio de Dachau fueron las filas de furgones de ferrocarril atestados de cadáveres cubiertos de cal. Acababa de cumplir 22 años. Nada en mi educación en historia o psicología me había preparado para semejante experiencia. Una conmoción profunda estremeció todo mi ser. Sabía que en cualquier sociedad hay alrededor de un 15% de locos. Sin embargo, la sociedad entera había perdido la razón. Me pregunté, ¿cómo era posible que gente normal, en apariencia, hubiera cometido semejantes atrocidades? Desde ese momento concluí que la tarea más importante de un psicólogo consistía en evitar que los cuerdos enloquecieran».
Wren Greenwood, 1999

Tras la guerra, Herzberg regresó a su país, finalizó sus estudios y se graduó finalmente en 1946, para más tarde trasladarse a la Universidad de Pittsburgh donde comenzó estudios de posgrado en Ciencia y Salud Pública. Fue en esa misma universidad donde recibiría un premio en Psicología Industrial y Clínica en el año 1949, para doctorarse, un año más tarde, en Psicología, con una tesis doctoral titulada «Variables pronosticás para la terapia de electroshock».[cita requerida]
Posteriormente fue director de investigación en el Servicio de Psicología de la Universidad de Pittsburgh, desde 1951 hasta 1957. Ese mismo año volvió a trabajar como profesor de Psicología en Case Western Reserve University en Cleveland, Ohio; tiempo durante el cual trabajó como director del programa de Graduado en salud mental industrial. Más tarde se trasladó a la Universidad de Utah donde ocupó el puesto de profesor de Administración de Empresas, en la Escuela de Negocios.

## Teoría de los dos factores (1959)
Herzberg propuso la «Teoría de los dos factores», también conocida como la «Teoría de la motivación e higiene». Según esta teoría, las personas están influenciadas por dos factores: 
- La satisfacción que es principalmente el resultado de los factores de motivación. Estos factores ayudan a aumentar la satisfacción del individuo pero tienen poco efecto sobre la insatisfacción.
- La insatisfacción es principalmente el resultado de los factores de higiene. Si estos factores faltan o son inadecuados, causan insatisfacción, pero su presencia tiene muy poco efecto en la satisfacción a largo plazo.

Factores de higiene
- Sueldo y beneficios
- Política de la empresa y su organización
- Relaciones con los compañeros de trabajo
- Ambiente físico
- Supervisión
- Status
- Seguridad laboral
- Crecimiento
- Madurez
- Consolidación

Factores de motivación
- Logros
- Reconocimiento
- Independencia laboral
- Responsabilidad
- Promoción

## Dinámica de higiene
1. Los factores de higiene se enfocan en el contexto en el que se desarrolla el trabajo y las condiciones que lo rodean. La dinámica subyacente de higiene es evitar la ansiedad que produce el ambiente.
2. Cuando los factores higiénicos se deterioran a un nivel inferior del que los empleados consideran aceptable, entonces se produce insatisfacción laboral. Los factores de higiene afectan directamente las actitudes laborales, principalmente la insatisfacción.
3. Cuando estos factores han sido satisfechos o llevados a niveles que los empleados consideran aceptables, no habrá insatisfacción, pero tampoco una actitud positiva destacable.
4. La gente está insatisfecha en un entorno negativo, pero raramente se encuentran satisfechos por uno bueno. Se debe crear un sistema común de sistemas integrados de higiene.
5. La prevención de la insatisfacción es tan importante como el fomento de una motivación satisfactoria.
6. Los factores higiénicos operan independientemente de los factores motivadores. Un individuo puede estar altamente motivado en su trabajo y estar insatisfecho con su entorno laboral y prever los factores higiénicos y motivadores para crear incentivos.
7. Todos los factores de higiene son igual de importantes, aunque su frecuencia difiera considerablemente.
8. Las mejoras de los factores de higiene tienen efectos a corto plazo. Cualquier mejora resulta en la eliminación a corto plazo, o prevención, de insatisfacciones.
9. Las necesidades de higiene (o de mantenimiento) son cíclicas por naturaleza y vuelven a un punto de inicio. Esto lleva al síndrome ¿Qué has hecho por mi últimamente?
10. Las necesidades higiénicas tienen un punto cero cada vez mayor y ninguna respuesta definitiva.